# Solomon Liebgold
Solomon Liebgold (* 4. Februar 1877 in Krakau, Österreich-Ungarn,  auch Zalman oder Salomon; † 1942 oder 1943 im Vernichtungslager Treblinka) war ein polnischer Schauspieler.

## Leben
Solomon Liebgold wurde 1877 als eines von dreizehn Kindern des Kaufmanns Leib Liebgold und seiner Frau Temerel Markowitz in Krakau geboren. Er spielte an zahlreichen jiddischen Bühnen, ab 1900 vermehrt komische Rollen. Er war Mitglied der jiddischen Schauspielergewerkschaft in Warschau. Am 18. Mai 1908 heiratete er die Schauspielerin  Basia Heu in Przemyśl. Die beiden hatten drei Kinder, die Schauspieler Jan Liebgold (Yonek) und Leon Liebgold sowie die Tochter Toni (Tanke). Nach der Besetzung Polens durch die deutsche Wehrmacht 1939, ging er mit seiner Frau und den Kindern Jan und Toni nach Tarnów, wo sie unter der Besatzung weiter Theater spielten, bis sie krank und ausgezehrt 1942 in das Vernichtungslager Treblinka gebracht wurden, wo er mit seiner Frau und Tochter vermutlich noch im selben Jahr ermordet wurde.